# Marcel Ratnik
Marcel Ratnik, slovenski nogometaš, * 23. december 2003.
Ratnik je profesionalni nogometaš, ki igra na položaju branilca. Od leta 2025 je član kluba Združenih Arabskih emiratov Al Ain, od leta 2024 pa tudi slovenske reprezentance. Med letoma 2021 in 2025 je igral za Olimpijo, za katero je v prvi slovenski ligi odigral 110 tekem in dosegel osem golov ter z njo osvojil naslov slovenskega državnega prvaka v sezonah 2022/23 in 2024/25 ter slovenski pokal leta 2023. Bil je tudi član slovenske reprezentance do 15, 16, 17, 18, 19 in 21 let.